# Elaphoglossum beddomei
Elaphoglossum beddomei är en träjonväxtart som beskrevs av Sledge. Elaphoglossum beddomei ingår i släktet Elaphoglossum och familjen Dryopteridaceae. Inga underarter finns listade.